# Lilya İrem Salman
Lilya İrem Salman (* 1999 in Istanbul) ist eine türkische Schauspielerin.

## Leben und Karriere
Salman wurde 1999 in Istanbul geboren. Sie besuchte die Fettah Tamince Anadolu Denizcilik Meslek Lisesi. Danach studierte Salman an der Haliç Üniversitesi. Ihr Debüt gab sie 2021 in der Fernsehserie Kardeşlerim. Seit 2023 spielt Salman in der Serie Ateş Kuşları

## Filmografie (Auswahl)
- 2021: Kardeşlerim (Fernsehserie, 34 Episoden)
- seit 2023: Ateş Kuşları (Fernsehserie)